# Danger Mouse
Brian Joseph Burton (White Plains, 29 juli 1977), beter bekend als Danger Mouse, is een Amerikaanse producer en artiest. In 2004 maakte hij The Grey Album, een combinatie tussen The Beatles’ White Album en Jay-Z’s Black Album. Hij is internationaal bekend geworden als de helft van Gnarls Barkley, dat in 2006 een wereldhit scoorde met het nummer Crazy. Met James Mercer, de leadzanger van The Shins, bracht hij onder de naam Broken Bells verschillende albums uit. Daarnaast heeft Burton samengewerkt met onder anderen MF Doom, Gorillaz, The Rapture, Daniele Luppi, The Black Keys, Beck, Red Hot Chili Peppers en Black Thought. 

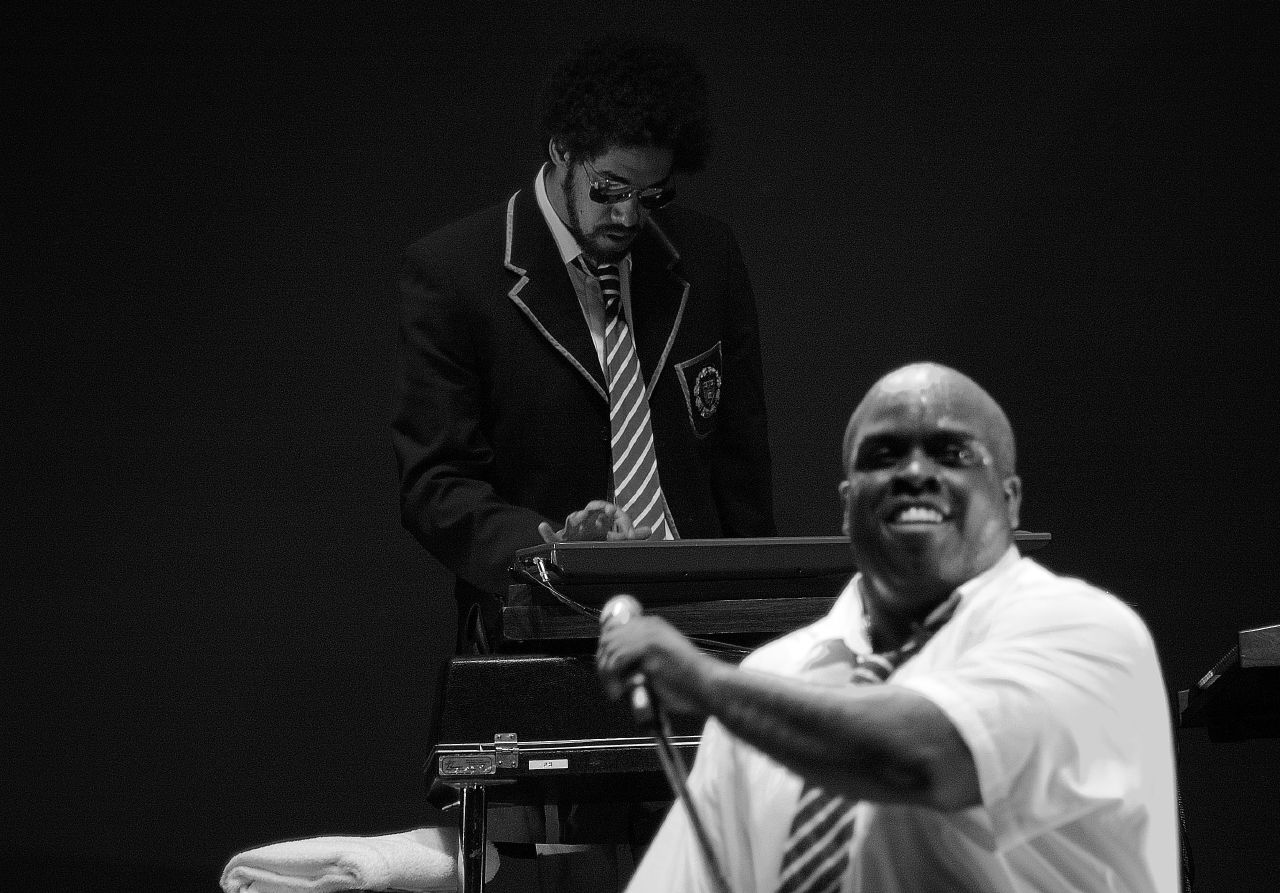
Danger Mouse (achter) tijdens een optreden met Gnarls Barkley.

## Discografie
Zie ook discografie Gnarls Barkley.

### Albums
| Album met eventuele hitnotering(en) in de Nederlandse Album Top 100 | Datum van verschijnen | Datum van binnenkomst | Hoogste positie | Aantal weken | Opmerkingen                                 |
| ------------------------------------------------------------------- | --------------------- | --------------------- | --------------- | ------------ | ------------------------------------------- |
| The grey album                                                      | 2004                  | -                     |                 |              |                                             |
| Dark night of the soul                                              | 09-07-2010            | 17-07-2010            | 71              | 3            | met Sparklehorse                            |
| Rome                                                                | 13-05-2011            | 21-05-2011            | 33              | 8            | met Daniele Luppi, Jack White & Norah Jones |

| Album met hitnotering(en) in de Vlaamse Ultratop 200 albums | Datum van verschijnen | Datum van binnenkomst | Hoogste positie | Aantal weken | Opmerkingen                                 |
| ----------------------------------------------------------- | --------------------- | --------------------- | --------------- | ------------ | ------------------------------------------- |
| Dark night of the soul                                      | 2010                  | 24-07-2010            | 80              | 3            | met Sparklehorse                            |
| Rome                                                        | 2011                  | 21-05-2011            | 38              | 6            | met Daniele Luppi, Jack White & Norah Jones |

### Singles
| Single met hitnotering(en) in de Vlaamse Ultratop 50 | Datum van verschijnen | Datum van binnenkomst | Hoogste positie | Aantal weken | Opmerkingen                    |
| ---------------------------------------------------- | --------------------- | --------------------- | --------------- | ------------ | ------------------------------ |
| Two against one                                      | 04-04-2011            | 21-05-2011            | tip32           | -            | met Daniele Luppi & Jack White |

### Samenwerkingen
- 1999: Pelican City - The chilling effect
- 2000: Pelican City - Rhode Island
- 2002: Pelican City & Scanner - Pelican City vs. Scanner ep
- 2003: Pelican city & Jurrian - Keep dreaming
- 2003: Jemini - Ghetto pop life
- 2005: Gorillaz - Demon days
- 2005: Dangerdoom (met MF DOOM) - The mouse and the mask
- 2006: Dangerdoom (met MF DOOM) - Occult hymn (Download-ep)
- 2006: The Rapture - Pieces of the people we love
- 2006: Sparklehorse - Dreamt for light years in the belly of a mountain
- 2007: The Good, the Bad & the Queen - The good, the bad & the queen
- 2011: The Black Keys - "El Camino"
- 2014: The Black Keys - "Turn Blue"
- 2016: Red Hot Chili Peppers - "The Getaway"

### Promotie-uitgaven
- Danger Mouse - Danger Mouse Promo: Volume 1 (1998)
- Danger Mouse - Danger Mouse Promo: Volume 2 (1999)
- Danger Mouse - Danger Mouse Promo: Volume 3 (2000)
- Danger Mouse - Danger Mouse Promo: Volume 4 (2000)
- Danger Mouse - Danger Mouse Promo: Remix-ep 12" White (2001)
- Danger Mouse - Danger Mouse Promo: Remix-ep 12" Red (2002)
- Danger Mouse - Danger Mouse Promo: Remix-ep 12" Yellow (2003)

### Bijdragen
- Verve Remixed 3 (2005) - Dinah Washington - "Baby, Did You Hear?" Danger Mouse Remix